# Suzuki GW 250 Inazuma
La Suzuki GW 250 Inazuma est une motocyclette de marque Suzuki mue par un moteur bicylindre 4-temps de 250 cm3.

## Modèles

### Suzuki GW/GSR 250 Inazuma

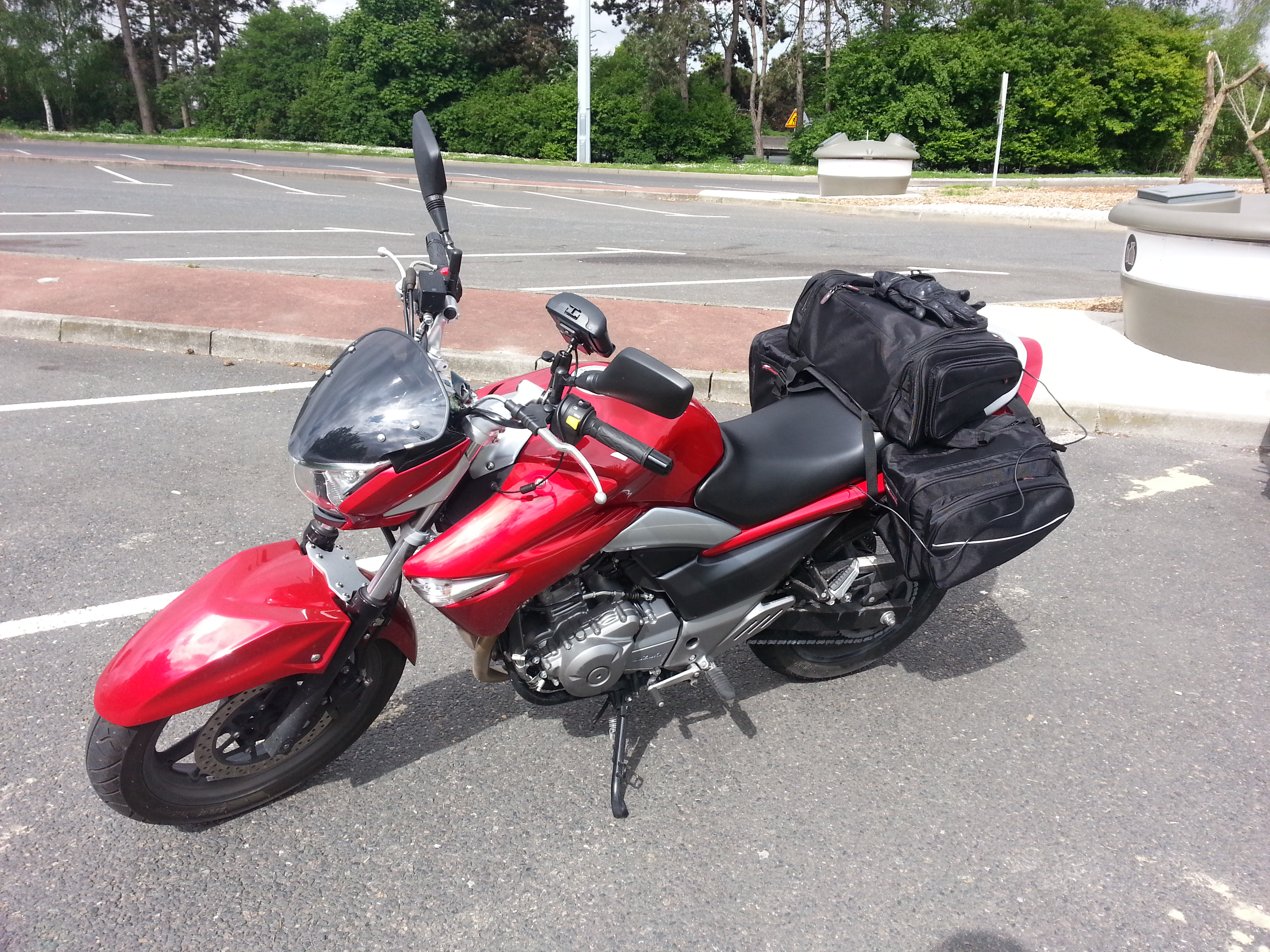
Suzuki GW 250 Inazuma

Appelée Suzuki GW 250 Inazuma en Europe, Chine, Inde et Amérique latine, ainsi que Suzuki GSR 250 au Japon et Suzuki GW aux États-Unis, au Canada et en Australie ; elle est produite par Changzou Haojue Suzuki Motorcycle Co. Ltd, entreprise co-créée par Suzuki avec l’entreprise chinoise Chongqing Haojue Industrial Co. Ltd. 
La motocyclette a été conçue par Suzuki et fabriquée selon les standards qualité de l'entreprise. 
Il s'agit d'une motocyclette de type roadster/naked mue par moteur bicylindre de 248 cm3, calé à 180°, développant 25 ch.
Celle-ci a été conçue pour répondre à une demande mondiale de véhicule valorisant (double échappement, instrumentation) et accessible (expérience et prix).
Elle s'inspire des motos B-King et 600 GSR de la marque.
La Suzuki GW 250 Inazuma a un couple et un poids important pour sa catégorie, pouvant atteindre les 150 km/h en vitesse maximale pour un poids de 183 kg.

## Suzuki GSR/GW 250 S et F - Inazuma
Étant donné les ventes mondiales, Suzuki a décliné l'Inazuma en version S avec un demi-carénage, guidon haut, pour 188 kg et une version F avec un carénage, guidon haut, pour 189 kg.
Ces modèles ne sont pour l'instant pas importés en France.

### Suzuki GW250J et GW250J-H spécial Police
La police chinoise de Canton a choisi la motocyclette de Suzuki en version GW250J et GW250J-H comme véhicule de police :
- la version GW250J est équipée d'un demi-carénage, gyrophare, valise, top-case, barre de protection aux couleurs de la police de Canton, de 213 kg en ordre de marche ;
- la version GW250J-H diffère uniquement de couleur, version bleu nuit[3].

## Galerie

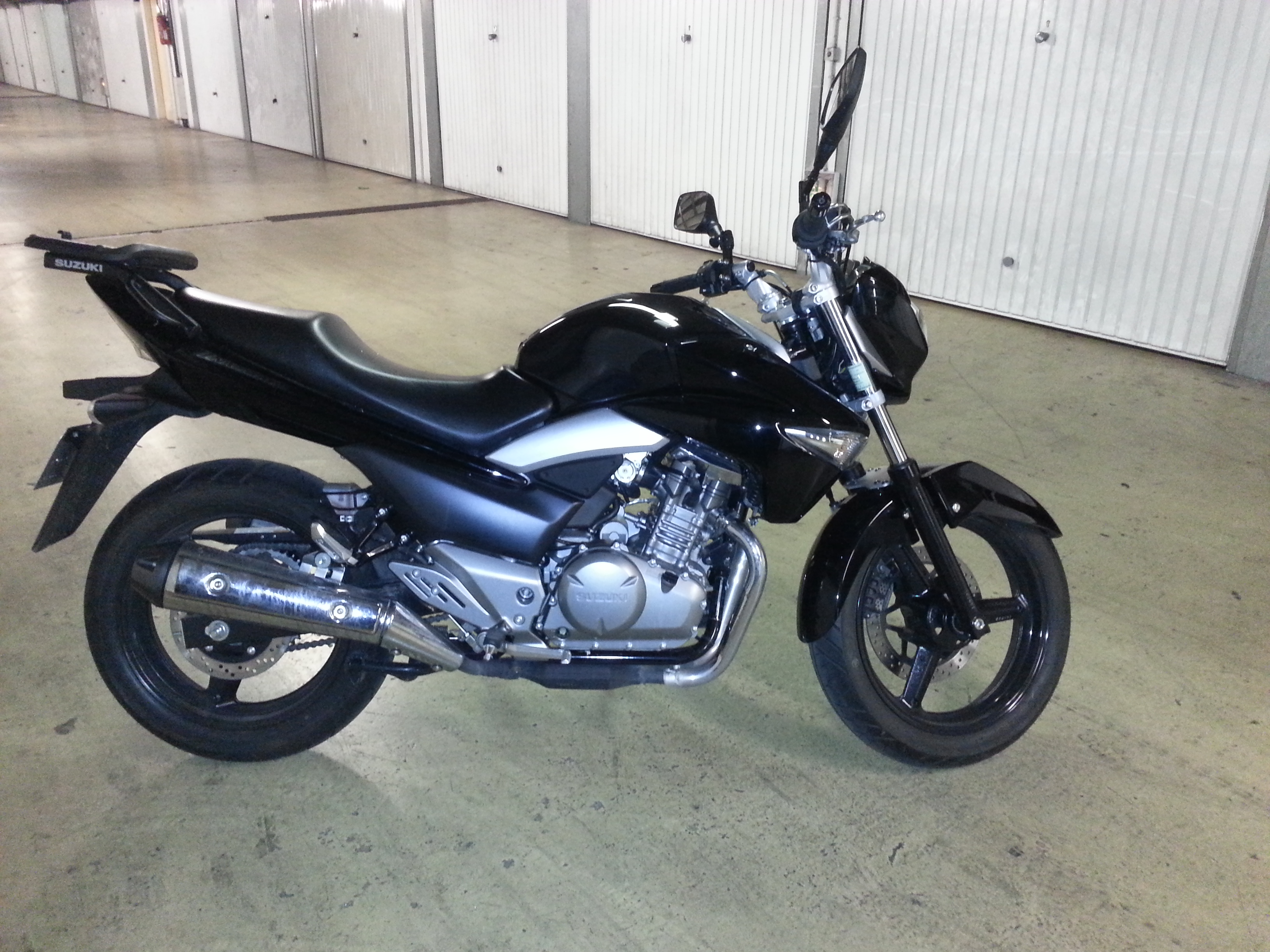
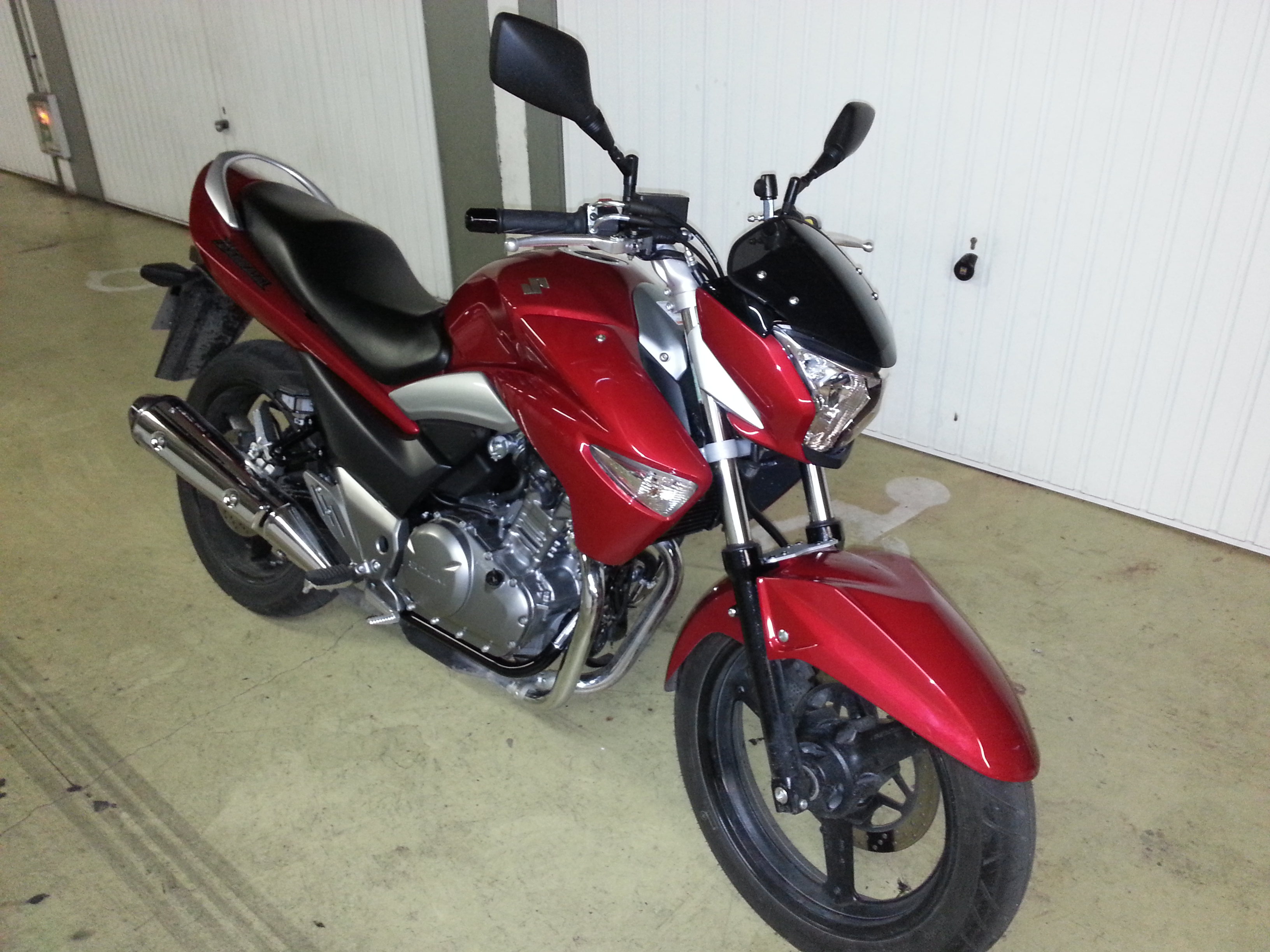
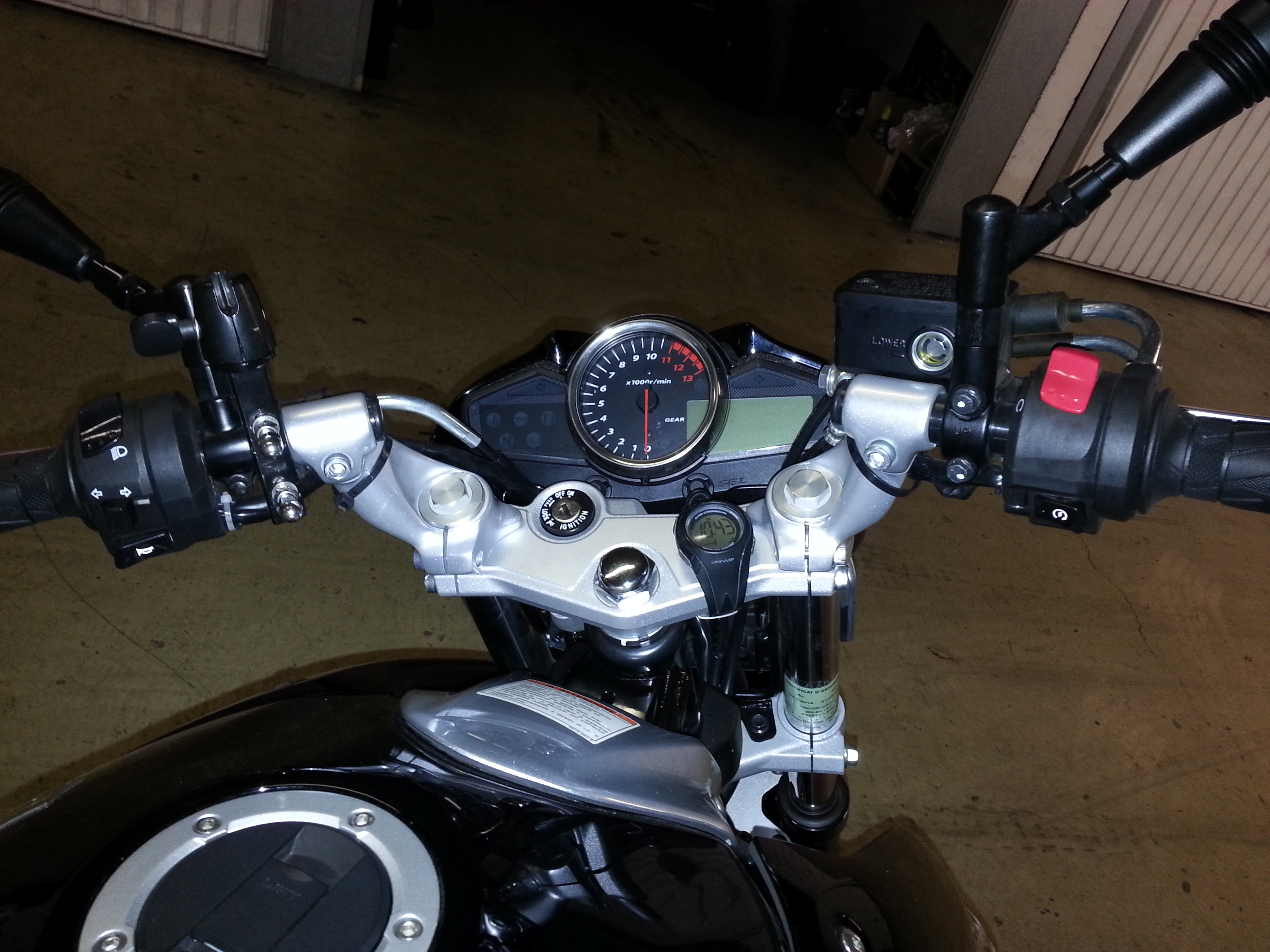
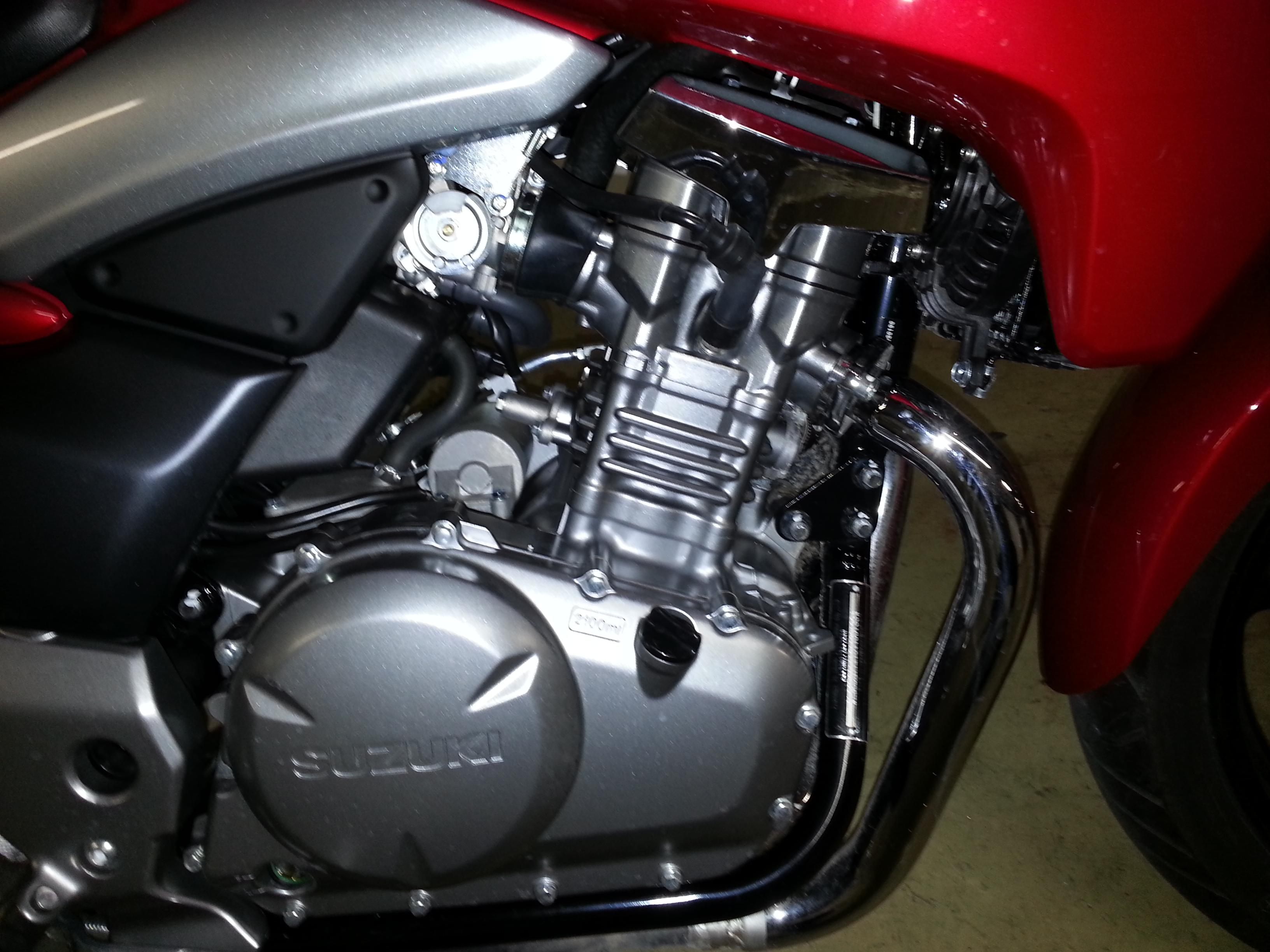

## Spécifications
| type                    | bicylindre en ligne, 4-temps, refroidissement liquide |
| distribution            | simple ACT                                            |
| cylindrée               | 248 cm3                                               |
| alésage × course        | 53,5 x 55,2 mm                                        |
| rapport volumétrique    | 11,5:1                                                |
| puissance               | 25 ch à 8 500 tr/min                                  |
| couple                  | 2,25 mkg à 6 500 tr/min                               |
| alimentation            | injection électronique transistorisée                 |
| démarreur               | électrique                                            |
| boîte de vitesses       | 6 rapports                                            |
| embrayage               | multidisque, commande par câble                       |
| cadre                   | double berceau en acier                               |
| angle de chasse         | 26°                                                   |
| chasse                  | 105 mm                                                |
| empattement             | 1 430 mm                                              |
| suspension avant        | fourche télescopique hydraulique                      |
| suspension arrière      | monoamortisseur réglable en précharge                 |
| frein avant             | simple disque ⌀ 290 mm                                |
| frein arrière           | disque ⌀ 240 mm                                       |
| pneu avant              | 110/80 - 17 M/C 57H                                   |
| pneu arrière            | 140/70 - 17 M/C 66H                                   |
| L x l x H               | 2 145 x 760 x 1 075 mm                                |
| hauteur de selle        | 780 mm                                                |
| contenance réservoir    | 13 L                                                  |
| poids tous pleins faits | 183 kg                                                |
| coloris                 | noir (YAY) rouge (PDD)                                |
| prix                    | 3 399 €                                               |
| consommation            | 3,2 L/100 km selon les normes WMTC                    |